# Nieczatów (Białoruś)
Nieczatów (biał. Нячатава; ros. Нечатово) – wieś na Białorusi, w obwodzie brzeskim, w rejonie stolińskim, w sielsowiecie Chwedory, w pobliżu granicy z Ukrainą.
W XIX w. opisywany jako wieś leżąca na odludnym Polesiu. W dwudziestoleciu międzywojennym leżał w Polsce, w województwie poleskim, w powiecie stolińskim, do 18 kwietnia 1928 gminie Radczysk, następnie w gminie Płotnica. Po II wojnie światowej w granicach Związku Sowieckiego. Od 1991 w niepodległej Białorusi.